# Архив Срба у Хрватској
Архив Срба у Хрватској у Загребу је централна мањинска установа одговорна за очување архивске грађе везане уз Србе у Хрватској. Архив прикупља материјале повезане с историјом Срба у Хрватској како би пружио већу доступност и очување постојеће грађе на једном месту.
Установа је основана 2006. године од стране Српског народног вијећа, изабраног политичког, саветодавног и координационог тела и културне организације Српско културно друштво Просвјета. Архив делује уз стручни надзор Хрватског државног архива, део је Хрватског архивског информацијског система и у раду се води стандардима Међународног стандарда за опис установа с архивском грађом (ISDIAH). Архив је главни издавач рецензиране научне публикације Трагови: часопис за српске и хрватске теме.

## Историја
Архив се у почетку фокусирао на прикупљање документације везане уз рад Српског народног вијећа, али је током година проширио обим рада како би обухватио широк спектар материјала о историји Срба у Хрватској, укључујући материјале које архиву дарују породице, појединци као и преслике најважнијих докумената из других установа. Архив је у почетку водио Филип Шкиљан. 2008. године Хрватски државни архив је установи доделио лиценцу, препознавши га као ствараоца архивске грађе.
Од 2018. године Архив Срба у Хрватској суиздаје часопис Трагови. Овај академски часопис, чији је уредник Дејан Јовић, фокусира се на односе Хрватске и Србије, Хрвата и Срба, те покрива историјске, политичке, правне, економске, културне и друге теме. Архив је 2020. године организовао конференцију поводом обележавања 25. годишњице потписивања Ердутског споразума.

## Збирке и приступ
Архив Срба у Хрватској чува оригиналне материјале настале радом Српског народног вијећа (од 1997. године), разних организација и истакнутих појединаца. 2023. године архив је чувао између 110 и 120 метара архивске грађе. Архив чува документацију о раду организација попут Српског демократског форума, Самосталне демократске српске странке, Српске православне цркве у Хрватској, Заједничког већа општина и других. Установа поседује личне збирке истакнутих појединаца као што су Дивна Зечевић, Милорад Пуповац, Светозар Ливада, Славко Голдштајн, Војин Бакић и други. Архив чува аудиовизуелне материјале, укључујући усмене историје догађаја значајних за политичку и културну историју Срба у Хрватској. Осим тога, архив садржи значајне материјале везане уз Народноослободилачку борбу током Другог светског рата, материјале везане уз ратове 1990-их година, те библиотеку с неколико хиљада књига и опсежну збирку новинских материјала из српске заједнице, укључујући публикације попут Новости, Просвјета, Љетопис СКД Просвјета, Бијела пчела, Артефакти и Идентитет.